# 歌のない歌謡曲
『歌のない歌謡曲』（うたのないかようきょく）は、JRN系列局などで放送されるラジオ番組。1951年9月3日、開局したばかりの新日本放送（後の毎日放送ラジオ、2021年4月1日に分社化に伴い、MBSラジオとなる）にて放送を開始。1952年1月29日から松下電器 → パナソニックの一社提供となり（尚、当初毎週土曜日は富士写真フイルムの一社提供だったが、後に土曜日も毎週松下電器に入れ替わる）、それから放送局が拡大、最終的には全国各地のラジオ局で放送され、同提供による放送は2023年9月29日まで続いた。その後も一部の局で番組は継続され、2025年1月時点では日本の民間放送の最長寿番組とされる。

## 概要
題名の通り、歌が入っていない歌謡曲のオフヴォーカル・インストゥルメンタル版を、女性パーソナリティの簡単なおしゃべりとともに数曲流す番組で、担当するパーソナリティや放送時間など、細部の内容が局により異なる企画ネット番組であった。
番組中にパナソニック製品の生コマーシャルが盛り込まれ、原則として各局の担当パーソナリティがアナウンスしている。生コマーシャルの内容は全局でほぼ共通化されており、生コマーシャル原稿は大阪のパナソニック本社からのファクシミリを制作局が受信する形を採っていた。生コマーシャル原稿はパナソニック（旧松下電器）の宣伝部に配属された社員自らが毎週手作りで作成して各放送局へファクシミリで送信していた。各放送局ではその原稿をアレンジ（脚色）して読み上げていた。一貫して続けてきたこの手法は、「われわれには、この品物をあなたがお使いになれば、便利で利益になりますということを、消費者にお知らせする義務がある」というパナソニックグループ創業者の松下幸之助の言葉を受けたものであり、70年以上にわたり毎朝リスナーの生活の役に立つ製品や技術の情報を届けてきた。
生コマーシャルとは別に東京のTBSラジオを送信元として番組の開始前と終了後にもパナソニックの通常のCMが放送されている。2008年の社名変更時や2023年の放送終了時には例外としてこの枠でパナソニックからのメッセージCMが放送されたケースもある。
番組形態は局により朝のワイド番組（TBSラジオでは『森本毅郎・スタンバイ!』）に内包している場合があり、生放送か事前収録かも統一されておらず、両方を併用する局もある。リクエスト曲やメッセージを紹介したり、天気予報や交通情報などを挿入する局もあった。
女性パーソナリティは原則として各局1名であるが、放送局直属のアナウンサーに固定されていることもあれば、局アナではないパーソナリティが担当していることがある。一部の放送局では編成の都合で複数人選任されており、曜日入れ替え制をとっていることもあれば、メインを局アナではないパーソナリティが、生コマーシャルを局アナが担当する混在方式を採っていることもあった（後述）。

## 歴史
番組の発足のきっかけが、毎日放送10周年記念の社史本「毎日放送十年史」（毎日放送刊、1961年12月15日発行）の68ページに記されている。それによると、番組発足当時、「朝の歌謡曲はおもしろくない」というNHKがラジオ放送を開始して以来の不文律があった為、「それならば、歌のない・・・・メロディーだけの歌謡曲でいこう。番組名も『歌のない歌謡曲』がよかろう」と、当時新日本放送のレコード室の主である森本功が企画したということである。
1951年（昭和26年）9月3日に、開局翌々日の新日本放送（現・MBSラジオ）で、週に6回（毎週月～土）の朝8時20分からの25分間番組として放送開始。初代パーソナリティは当時同局のアナウンサーだった佐伯薫。同年12月1日から毎週月～土の朝7時45分から15分間の番組となる。1952年1月29日から、平日に於いてパナソニック（旧名称：松下電器産業）の一社提供番組となる（後に毎週土曜日も提供）。テレビ放送が開始される前、ラジオという当時の身近なメディアを通じて自社ブランドを宣伝をした。
ラジオというメディア媒体を使い宣伝することは電機メーカー初の試みで、系列電器店の草分け「パナソニックショップ」（旧：ナショナルショップ、1957年（昭和32年）発足）を築く礎となった。
こういうスポンサーの意向等があり、後に全国のラジオ局各局で自主制作という形で放送される様になり、平日の朝の15分間放送として定着する。尚、過去には週末にも放送した時期があった（心のともしび同様に、土曜日または日曜日もしくは土日両方の放送となっていた）。昭和天皇が崩御した1989年（昭和64年・平成元年）1月7日から9日（松下電器は9日までCM自粛だった）は、放送を休止などの対応が取られた。最後期は一番遅い局でも7:45から番組を開始していたが、開始初期では一部の放送局でお昼や夕方の時間帯にも放送していた時期があった。ラジオ関西 (CRK) は開局当時の社名である神戸放送（ラジオ神戸）時代だった1952年（昭和27年）から1962年（昭和37年）頃まで夕方6時台に放送していた。当時米国施政下時代の琉球放送でも、開始当初お昼前となる11時台に開始した時期もあった
。西日本放送 (RNC) でも1984年（昭和59年）当時では『さわやかラジオ』内包コーナーの8:20に放送されていた。これはRNCが当時NRN系列単独局だったこともあり、箱番組やNRNの企画ネット番組の編成が『さわやかラジオ』の内包を含めて6・7時台に集中したことも要因とされる。
2001年（平成13年）12月2日、最初に放送を開始した毎日放送（当時）では、50周年を記念した全国初の別冊特番『ナショナルプレゼンツ〜歌のない歌謡曲50周年スペシャル』を19時から90分にわたり放送した（司会は森川みどり。初代パーソナリティの佐伯も出演）。
当番組参加局は全て「当該地域における民放第一号（当該都道府県で最初に開局した民放AM局）」で構成されており、JRN加盟局の大半と京都放送（KBS京都)・ラジオ関西 (CRK) は1950年代前半（昭和20年代後半）に、山口放送 (KRY)・和歌山放送 (WBS) は1950年代後半（昭和30年代前半）に、栃木放送 (CRT)・岐阜放送 (GBS) は1960年代前半（昭和30年代後半）に各々開局している。昭和20年代後半 - 昭和30年代後半に開局した局の場合は当番組が開局と同時に始まったとは限らず、岐阜放送が1967年（昭和42年）4月に開始したように、当番組開始が開局からやや後れた局もある。茨城県のLuckyFM茨城放送（旧:IBS）と神奈川県のアール・エフ・ラジオ日本 (RF) （事実上の在京第4局）は「当該地域における民放第一号」に該当するが開局当初から放送したことはない。
全国37局で放送されたが33局は放送回数が15000回を超えており、テレビ・ラジオを含めた日本の民間放送の最長寿番組となった。
2023年（令和5年）9月29日、TBSラジオ・MBSラジオを始めとする大半の局で番組が終了し、公式サイトも閉鎖された。後継の企画ネット枠は編成されずに各局任意の編成となった一方、IBC岩手放送、ラジオ関西、ラジオ福島（発表順）では共通スポンサーであるパナソニックの降板後、別の地元スポンサーもしくは提供無しで引き続き同名の番組を放送する。放送終了した局でも後継番組として本番組と同じ趣旨の企画を放送する局が多く、オンエア楽曲も限定されなくなったため、ボーカル入りの楽曲を流す局もある。
なお九州・沖縄地区では、当番組の後番組として一社提供かつ企画ネットの形態を引き継いだ『おなかがグーは、しあわせのグー。』が2023年10月2日から放送。また、中国地区でも一社提供かつ企画ネットを引き継ぐ形で『Happy Sunrise! 今日の天気とロートスキンケア情報』を2024年4月1日からスタートしている。

## オープニング曲
番組のオープニングでは、開始当初よりコーポレートCMソング「明るいナショナル」（作詞・作曲：三木鶏郎）を一部変更を加えながら使用してきた。変更直前まで使用していたテーマ曲はTBSテレビ（JNN）系『ナショナル劇場（パナソニック ドラマシアター）』オープニングに使われている（1990年代、4代目。「はじめましょうか」で始まるもの）曲と同一だが、アレンジは異なっていた。それ以前にはテレビと同様に歌が含まれたものが使用されていた（4代目以前は1989年3月まで使われていた3代目を使っていたが、『ナショナル劇場』でのバージョンよりややテンポが遅くテレビでは未使用のイントロが付いていた。それ以前は同じく『ナショナル劇場』で使用されていた2代目、初代を、『ナショナル劇場』でのバージョンよりテンポを遅くした物を使用していた。）。なお、松下電器の社名変更直前の2008年9月に流されたCM、ならびに放送終了直前の2023年9月に流されたCMではパナソニックからの挨拶文と共に『明るいナショナル』がBGMとして流されたが、後者は現代風にアレンジされた物であった。
2008年10月1日より松下電器産業が法人名（社名）をパナソニック（初代法人。現・パナソニックホールディングス）へ変更したのに伴い、パナソニックグループのコーポレートCMソングとして採用されたDREAMS COME TRUE「SEED OF TOMORROW -MIDDUE OF NOWHERE（Panasonic Version）-」のインストゥルメンタル版に変更。2010年4月5日からはサラ・ブライトマンが歌うパナソニックグループ新テーマ曲「Shall be done」に変更。2019年4月1日からは岩代太郎が作曲したパナソニックグループのイメージ曲であるオリジナル交響組曲「ライフ」の第1楽章「世界の夜明け」に変更。尚、東北放送での当番組の最終回は、同曲で締め括られた。

## トピック
- 年に一度10月下旬から11月上旬頃、当番組を放送している各局の担当アナウンサーが集い、地域特性を活かして各局が制作・放送したパナソニック製品のCMコンクールを実施、前夜祭でカラオケ大会も行われた。
- 毎月1日と15日に配信のメールマガジンでは、各局のアナウンサーが地元の話題を展開していた。

### CMの差し替え
ナショナルFF式石油暖房機事故に伴うリコールに伴い、2005年12月8日より番組内での松下製品CMの放送は公共広告機構（現：ACジャパン）のCMに差し替えられ、その後12日からはリコール告知CM（お詫びCM）へ、それぞれ差し替えられた（一部の放送局では交互に半分ずつ）。
2005年12月20日より通常の松下製品CMを再開したが、リコール対象製品が多数出回っている北海道・東北地方などの一部地域では並行してお詫びCMを継続した（TBSラジオの場合、番組途中で1回、終了直後に1回放送）。
2006年4月以降、番組内における暖房機リコール告知は北海道・東北・北陸地方の一部地域に限定されており、その他地域では通常の松下製品CMに戻していたが、5月以降は全国で並行してお詫びCMを再び放送していた（内容は新しくされた）。
2011年3月11日に発生した東北地方太平洋沖地震（東日本大震災）以降、番組内では同年3月31日までパナソニックのCMが自粛され、ACジャパンのCMに差し替えられていた。さらに番組の合間のパナソニックの生コマーシャルも3月28日まで休止されたほか、提供クレジット読みも中止されていた。なお津波被害が甚大で、かつ沿岸部にあるパナソニックショップの多くも津波で被災しているIBC岩手放送・東北放送（TBC）・ラジオ福島（RFC）では、しばらくの期間、本番組内でのパナソニックCMを全面休止していた。

## 各地の放送局と放送時間および出演者
カッコ内の表記は放送時間、通常時の放送形態（★：生放送、☆：収録放送）、内包しているワイド番組名（独立番組の場合は表記なし）、担当パーソナリティの順。太字は放送時点において当該局の現職アナウンサーである。
2023年10月より
| 放送対象地域 | 放送局名           | 放送時間    | 放送形態 | 出演者                                                 | 備考 |
| ------------ | ------------------ | ----------- | -------- | ------------------------------------------------------ | --- |
| 兵庫県       | ラジオ関西（CRK）  | 6:45 - 7:00 | ★        | 武田知沙（月曜日 - 水曜日） 木谷美帆（木曜日・金曜日） | 2023年10月よりノンスポンサー、2025年3月28日をもって終了 |
| 福島県       | ラジオ福島（rfc）  | 7:30 - 7:45 | ☆        | 山地美紗子                                             | 天気予報のみ★ 『レディ・オン』内 2023年10月より東邦銀行グループ提供 |
| 岩手県       | IBC岩手放送（IBC） | 7:45 - 8:00 | ☆        | 今井日奈子                                             | 天気予報のみ★ 『朝からRADIO』内 2023年10月のみノンスポンサー 2023年11月より曜日替わりスポンサー 放送時間は7:50 - 8:00に縮小（5分短縮）されたが、2024年4月1日から7:45 - 8:00の放送に戻る |

2023年9月時点
JRN非加盟の4局を加えた全国37局で放送されていた。
- ○：2023年10月以降も異なるスポンサーで継続している局
- ●：本番組と類似した趣旨の企画を後番組として放送する局

| 放送対象地域   | 放送局名                       | 放送時間    | 放送形態 | 出演者                                                                                         | 備考 | 番組終了後の後継番組（2023年度下半期編成） |                                                             |
| -------------- | ------------------------------ | ----------- | -------- | ---------------------------------------------------------------------------------------------- | --- | --- | ----------------------------------------------------------- |
| 京都府・滋賀県 | KBS京都● KBS滋賀               | 6:15 - 6:30 | ☆        | 遠藤奈美                                                                                       | | S-PERK! |                                                             |
| 関東広域圏     | TBSラジオ●（TBS）              | 6:42 - 6:57 | ★        | 遠藤泰子                                                                                       | 年末年始は天気予報・交通情報を除き☆ 『森本毅郎・スタンバイ!』内 | モーニングポスト |                                                             |
| 中京広域圏     | CBCラジオ（CBC）               | 6:45 - 7:00 | ★        | 山本衿奈（月曜日・火曜日） 當山日和子（水曜日） 加藤愛（木曜日・金曜日）                       | 年末年始は☆ 『多田しげおの気分爽快!!朝からP・O・N』内 | （コーナー名不明） |                                                             |
| 兵庫県         | ラジオ関西○（CRK）             | 6:45 - 7:00 | ★        | 武田知沙（月曜日 - 水曜日） 木谷美帆（木曜日・金曜日）                                         | | 2023年10月以降も継続 |                                                             |
| 青森県         | 青森放送●（RAB）               | 6:45 - 7:00 | ☆        | 筋野裕子                                                                                       | 天気予報は『朝わい!くりっぷ』のパーソナリティが担当で★ 1953年10月7日のサービス放送開始日 から2023年9月29日まで放送                                                 | あさうたステップ |                                                             |
| 山形県         | 山形放送（YBC）                | 6:45 - 7:00 | ☆        | 松下香織                                                                                       | | ラジオショッピング |                                                             |
| 長野県         | 信越放送（SBC）                | 6:45 - 7:00 | ☆        | 生田明子                                                                                       | 『モーニングワイド ラジオJ』内 天気予報はラジオJのパーソナリティが担当で★                                                                                          | 天気予報・けさの1曲 |                                                             |
| 静岡県         | 静岡放送（SBS）                | 6:45 - 7:00 | ☆        | 柳澤亜弓                                                                                       | | SBSラジオショッピング |                                                             |
| 石川県         | 北陸放送（MRO）                | 6:45 - 7:00 | ☆        | 兵藤遥陽                                                                                       | ラジオショッピング | |                                                             |
| 岐阜県         | 岐阜放送●（GBS）               | 6:45 - 7:00 | ☆        | 東千晴                                                                                         | 天気予報のみ★ 1967年4月から2023年9月29日まで放送 | モーニングダイヤリー |                                                             |
| 岡山県         | RSK山陽放送（RSK）             | 6:45 - 7:00 | ☆        | 中村恵美                                                                                       | 最後の曲をBGMにして行う天気予報のみ 日替わりの女性アナウンサーの担当で★                                                                                            | ラジオショッピング（月曜・木曜・金曜、金曜は6:45 - 6:55）/ メディカルストリングス（火曜）/ ドクターごとうの熱血訪問クリニック（水曜）/ 身近なことからSDGs （金曜 6:55 - 7:00） |                                                             |
| 広島県         | 中国放送（RCC）                | 6:45 - 7:00 | ☆        | 伊藤文                                                                                         | 天気予報は『本名正憲のおはようラジオ』の本名正憲が担当★ | 『本名正憲のおはようラジオ』内 （黒木瞳のあさナビ、ラジオショッピング） |                                                             |
| 福岡県         | RKB毎日放送●（RKB）            | 6:45 - 7:00 | ☆        | 田中みずき                                                                                     | 『田畑竜介 Grooooow Up』内 4曲目をBGMにして行う天気予報は 日本気象協会九州支社の男性気象予報士が担当★                                                              | おなかがグーは、しあわせのグー。 |                                                             |
| 鹿児島県       | 南日本放送●（MBC）             | 6:45 - 7:00 | ☆        | 上塘百合恵                                                                                     | 『モーニングスマイル』内 | おなかがグーは、しあわせのグー。 |                                                             |
| 沖縄県         | 琉球放送●（RBCiラジオ）        | 6:45 - 7:00 | ☆        | 沖野綾亜（月曜日 - 水曜日） 本行慶子（木曜日・金曜日）                                         | 天気予報は『アップ!!』のRBCアナウンサーが担当で★ | おなかがグーは、しあわせのグー。 |                                                             |
| 北海道         | 北海道放送●（HBC）             | 7:00 - 7:15 | ★        | 佐藤彩                                                                                         | 『朝刊さくらい』内 | 彩の彩りモーニング |                                                             |
| 宮城県         | 東北放送（tbc）                | 7:00 - 7:15 | ☆        | 増子華子                                                                                       | 天気予報のみ★ 『Goodモーニング』内 1953年3月1日から2023年9月29日まで放送                                                                                           | モーニングスコープ |                                                             |
| 山梨県         | 山梨放送（YBS）                | 7:00 - 7:15 | ☆        | 塩澤未佳子                                                                                     | 天気予報のみ★ | 『ラララ♪モーニング』（7:00開始）内（ニュースヘッドライン・お早う！ニュースネットワーク）                                                                                      |                                                             |
| 愛媛県         | 南海放送（RNB）                | 7:00 - 7:15 | ☆        | 松友杏樹                                                                                       | 天気予報は『モーニングディライト』のパーソナリティが担当で★ | モーニングディライト・オープニング（7:00開始） |                                                             |
| 栃木県         | 栃木放送●（CRT）               | 7:15 - 7:30 | ☆        | 福嶋真理子                                                                                     | 天気予報のみ★ 『ビタミンとちぎ』（月曜日 - 木曜日） 『ビタミンとちぎ週末版』（金曜日）内                                                                           | 715ミュージック |                                                             |
| 島根県・鳥取県 | 山陰放送（BSS）                | 7:25 - 7:40 | ☆        | 木野村尚子（月曜日 - 水曜日） 中島早也佳（木曜日・金曜日）                                     | 天気予報のみ★ 男性の声(アナウンサーか気象予報士かは不明) | あさスタ♪オープニング（7:30開始） |                                                             |
| 香川県         | 西日本放送（RNC）              | 7:25 - 7:40 | ☆        | 宮田玲奈                                                                                       | 『さわやかラジオ おはようハイタッチ!』内 番組終了前日まで放送終了を明かさず、継続を示唆したものの、番組終了日の2023年9月29日当日になっての放送終了の報告となった。 | 交通情報・天気予報 大竹発見伝∼ザ・ゴールデンヒストリー |                                                             |
| 関西広域圏     | MBSラジオ（MBS）               | 7:30 - 7:45 | ★        | 西村麻子（月曜日） 武川智美（火曜日） 松川浩子（水曜日） 山崎香佳（木曜日） 前田春香（金曜日） | 年始は☆ 『上泉雄一のええなぁ!』内 『ええなぁ!』パーソナリティの上泉雄一も参加して放送                                                                              | 上泉雄一のえぇなぁ!・ええなぁ! 日替わりニュース、日替わりコーナー枠 |                                                             |
| 新潟県         | 新潟放送（BSN）                | 7:30 - 7:45 | ☆        | 行貝寧々                                                                                       | 天気予報・交通情報のみ★ 『石塚かおりのBrand New Day』内 | （コーナー名不明） |                                                             |
| 和歌山県       | 和歌山放送（wbs）              | 7:30 - 7:45 | ☆        | 笠野衣美                                                                                       | 天気予報・交通情報のみ★ 『グッディ!』内 | （コーナー名不明） |                                                             |
| 福島県         | ラジオ福島○（rfc）             | 7:30 - 7:45 | ☆        | 山地美紗子                                                                                     | 天気予報のみ★ 『レディ・オン』内 | 2023年10月以降も継続 同月より東邦銀行提供 |                                                             |
| 長崎県・佐賀県 | 長崎放送●（NBC） NBCラジオ佐賀 | 7:35 - 7:50 | ☆        | 豊﨑なつき                                                                                     | 長崎地区・佐賀地区共に放送時間・内容は同じ 天気予報のみ★ 『早版 あさかラ』内                                                                                       | おなかがグーは、しあわせのグー。 |                                                             |
| 大分県         | 大分放送●（OBS）               | 7:40 - 7:55 | ☆        | 平山沙絵                                                                                       | 天気予報のみ★ 『モーニング エナジー』内 | おなかがグーは、しあわせのグー。 |                                                             |
| 熊本県         | 熊本放送●（RKK）               | 7:44 - 7:58 | ☆        | 又野千紘 (月曜日 - 水曜日) 野溝美子 (木曜日 - 金曜日)                                          | 3曲目をBGMにして行う天気予報のみ 内包先番組のパーソナリティが担当で★ 『奥田圭のさんさんラジオ』内 内包先の番組も同日をもって終了                                   | おなかがグーは、しあわせのグー。 |                                                             |
| 福井県         | 福井放送●（FBC）               | 7:45 - 8:00 | ★        | 揚原妃織                                                                                       | 『良ーいドン!!』内 | 元気の種きょうにエール |                                                             |
| 岩手県         | IBC岩手放送○（IBC）            | 7:45 - 8:00 | ☆        | 甲斐谷望                                                                                       | 天気予報のみ★ 『朝からRADIO』内 | 2023年10月以降も継続 放送時間は7:50 - 8:00に縮小（5分短縮） | 2023年10月以降も継続 放送時間は7:50 - 8:00に縮小（5分短縮） |
| 秋田県         | 秋田放送●（ABS）               | 7:45 - 8:00 | ☆        | 酒井茉耶                                                                                       | 『あさ採りワイド秋田便』内 | ミュージックトピックス |                                                             |
| 富山県         | 北日本放送（KNB）              | 7:45 - 8:00 | ☆        | 柳川明子                                                                                       | 天気予報・交通情報のみ★ 『KNBモーニングすくらんぶる』内 | コレラジ! |                                                             |
| 山口県         | 山口放送（KRY）                | 7:45 - 8:00 | ☆        | 瀬川嘉                                                                                         | 天気予報のみ★ 『KRY Morning Up』内 1956年の開局から2023年9月29日まで放送                                                                                           | 羽田美智子のいってらっしゃい・黒木瞳のあさナビ |                                                             |
| 高知県         | 高知放送（RKC）                | 7:45 - 8:00 | ☆        | 纐纈琴巴                                                                                       | 1954年11月12日から2023年9月29日まで放送 | とさこちラジオ・オープニング |                                                             |
| 徳島県         | 四国放送（JRT）                | 7:45 - 8:00 | ☆        | 島川未有                                                                                       | 1952年4月から2023年9月29日まで放送 | JRTおはようラジオ |                                                             |
| 宮崎県         | 宮崎放送●（MRT）               | 7:45 - 8:00 | ☆        | 古屋敷沙耶                                                                                     | 天気予報のみ★ 『おはよう!ニュースキャッチ』内 | おなかがグーは、しあわせのグー。 |                                                             |

## 提供読み
- 1957年 - 1973年 「ナショナルのマークでお馴染みの、松下電器がお送りする、歌のない歌謡曲。」
- 1973年 - 1976年 「社会とともに歩む、技術のナショナル。松下電器がお送りする、歌のない歌謡曲。今朝も、世界のラジオ、ナショナル、パナソニックでお聴きください。」「ではこれで、社会とともに歩む、技術のナショナル 松下電器がお送りした、歌のない歌謡曲を終わります。明日の朝は◯時◯分にお会いしましょう。」
- 1976年 - 1984年 「この番組は、美しい明日の力、豊かな毎日をリードする 松下電器がお送りします（しました）」、もしくは「この番組は、社会とともに歩む技術のナショナル 松下電器がお送りします（しました）」
- 1984年 - 1987年 「この番組は、技術でひらく 世界の繁栄 松下電器がお送りします（しました）」
- 1987年 - 1993年「この番組は、心を満たす先端技術 ヒューマン・エレクトロニクスの松下電器がお送りします（しました）」
- 1994年 - 1997年 「この番組は、松下電器がお送りします（しました）」
- 1997年 - 2001年 「この番組は、あなたとともに 豊かな未来へ（21世紀を）松下電器がお送りします（しました）」
- 2002年 - 2004年 「この番組は、松下電器がお送りします（しました）」
- 2004年 - 2008年 「おはようございます、歌のない歌謡曲の時間です。この番組は、松下電器がお送りします」「歌のない歌謡曲、この番組は、松下電器がお送りしました」
- 2008年 - 2023年9月 「おはようございます、歌のない歌謡曲の時間です。この番組は、パナソニックがお送りします」「歌のない歌謡曲、この番組は、パナソニックがお送りしました」

なお、ラジオ局の編成や時間などの都合により、最初のあいさつの代わりに「続いては、」（ワイド番組に内包かつ生放送のTBSラジオなどで確認できた。）やそのままタイトルを読む場合があった。エンディングの提供読みも各局によって違っており、TBSラジオのように上記の提供アナウンスのみの場合もあれば、「今日も元気にいってらっしゃい!」（ラジオ福島、山口放送）や「それでは、また明日」（SBSラジオ）など独自の台詞を付ける局が多かった。